# قائمة فصول إلفن ليد

غلاف مجلد تانكوبون الأول من إلفن ليد، كما أُصدر من قبل شويشا في 18 أكتوبر 2002 في اليابان.

إلفن ليد هي سلسلة مانغا يابانية، من تأليف لين أوكاموتو. بدأ نشرها في المجلة يونغ جمب الأسبوعية في 6 يونيو 2002. فصول جديدة واصلت الظهور في المجلة حتى 25 أغسطس 2005، عندما نُشر الفصل الأخير. فصول السلسلة الـ107 نُشرت أيضاً في 12 مجلد تانكوبون من قبل شويشا من 18 أكتوبر 2002 إلى 18 نوفمبر 2005.
في نهاية المجلدات 1، 2، 3 و5، أُضيفت فصول خاصة. تقرأ هذه الفصول مثل قصص قصيرة مستقلة تركز على شخصيات لم تظهر في الحبكة الرئيسية. في نهاية المجلد الثامن، كان هناك فصلان خاصان تضمنا العديد من شخصيات إلفن ليد؛ إلا أنها كانت أيضاً نوعاً ما قصصاً قصيرة مستقلة.
في حين لم يكن هناك أي إصدار رسمي باللغة الإنجليزية للمانغا، إلا أنها ترجمت وأُصدرت في ألمانيا، المكسيك، البرتغال وتايوان من قبل طوكيوبوب، غروبو إديتوريال فيد، بانيني كومكس وإيفر غلوري ببلشينغ بالترتيب.

## المجلدات
| - إل01. "قزم" (エルフ إرُفُ) - إل02. "نيو" (ニュ) - إل03. "SAT" - إل04. "فقدان الذاكرة" - إل05. "الدفاع عن النفس" - إل06. "تحول" - إل07. "وجهة" - خاص: "MOL" |

| - إل08. "ذكريات يوكا" - إل09. "ذكريات مفقودة" - إل10. "زائر مفاجئ" - إل11. "زائرة" - إل12. "رسول" - إل13. "ضربة واحدة" - إل14. "اصطدام" - إل15. "إمدادات" - إل16. "وهكذا ماتت الفتاة" - إل17. "والد جنس جديد" - خاص: "ديجيتوبولس" (デジトポリス دجيتوبورسُ) |

| - إل18. "ماضي الفتاة" (女の過去 أونّا نو كاكو) - إل19. "العيش معاً" - إل20. "اللقاء مجدداً" (再会 سايكاي) - إل21. "النسل" (子孫 شيسون) - إل22. "ازدهار الموت" - إل23. "معلم القرون" - إل24. "نيو قُبض عليها" - إل25. "المتروك" (溝。。。。。 ميزو) - إل26. "ليبينسبورن" (ルーベンスボルン روبنسُبورن) - إل27. "من يملك الحرية" - خاص: "ميموريا" (メモリア) |

| - إل28. "جراحة التعديل" - إل29. "توصيل" - إل30. "عقدة" - إل31. "تحري" - إل32. "ماضي نيو" - إل33. "وعد" - إل34. "صراخ" - إل35. "كذبات" - إل36. "همس" - إل37. "كاناي" - إل38. "ارتجاع" |

| - إل39. "أمر التخلص" - إل40. "الافتراق" - إل41. "ذريعة الهجوم" - إل42. "أثناء الفرار مع طليعة مألوفة - إل43. "ما لن يُرى" - إل44. "تبول" - إل45. "الغميضة" - إل46. "المشروع" - إل47. "اتصال" - إل48. "ذعر في نزل القيقب" - خاص: "إلفن ليد" (エルフェンリート إرُفن ريتو) |

| - إل49. "غير متوقع" - إل50. "نسخ كاناي" - إل51. "دموع" - إل52. "ابنة كوراما" - إل53. "طرق، خيارات" - إل54. "قلاع رملية" - إل55. "ماريكو" - إل56. "مرح فتاة" - إل57. "بابا لاثنتين" - إل58. "جدران المختبر البيضاء" - إل59. "اختبارات على الأحياء" - إل60. "البشارة" |

| - إل61. "الخيار الأخير" - إل62. "غيظ مكبوت" - إل63. "تكشير" - إل64. "شعلة المجد" - إل65. "منتصف الطريق للجنة" - إل66. "سقوط البشرية" - إل67. "مقاييس احتياطية" - إل68. "القلب والرحم" - إل69. "عزل" - إل70. "حسرة" - إل71. "أمنية للغد" |

| - إل72. "أنّا" - إل73. "ما الذي تبحث عنه؟" - إل74. "إله الموت" - إل75. "راحة حيوان" - خاص 1: "مستقبل سعيد آخر" (もうひとつの幸せな未来 موه-هتوتسو شياواسنا ميراي) - خاص 2: "هل يجعل الساكي الشخص يشرب أو يجعله يسكر؟" (酒は呑むほう呑まれるほう ساكه وا نومُ هوه نوما ريرُ هوه) |

| - إل76. "عقاب غير قابل للتحقيق" - إل77. "هل يمكن للحياة أن تكون يأساً وحسب؟" - إل78. "فتى يلتقي فتاة" - إل79. "عاجز" - إل80. "اختراعاتي" - إل81. "اتصالات" - إل82. "نتيجة" |

| - إل83. "ذكرى" - إل84. "ملاك مكسور" - إل85. "عائلة" - إل86. "سماء الليل المخادعة" - إل87. "الكف" |

| - إل88. "ذكريات وطلقات نارية" - إل89. "متاهة الموت" - إل90. "غير متوقع" - إل91. "غباء" - إل92. "الحيرة والبحر" - إل93. "عدم الاتصال" - إل94. "فخر الباحث" - إل95. "دموع ذُرفت للآخرين" - إل96. "جحيم الجميع" - إل97. "فجر الليل الطويل" |

| - إل98. "المحيط إلى الماضي" - إل99. "ذكريات لا يمكن قتلها" - إل100. "أمنية على النجم" - إل101. "ضوء الموت" - إل102. "وسط وحدّ" - إل103. "القزم يغني" - إل104. "نهاية حلم" - إل105. "لماذا" - إل106. "إن يوماً ما" - إل107. "الخاتمة" |